# Callytron nivicinctum
Callytron nivicinctum – gatunek chrząszcza z rodziny biegaczowatych i podrodziny Lebiinae.

## Taksonomia
Gatunek ten opisany został w 1845 roku przez Louisa Alexandre’a Auguste’a Chevrolata. Wyróżniony w obrębie tego gatunku japoński podgatunek C. nivivinctum yodo został zsynonimizowany z Callytron inspeculare.

## Rozprzestrzenienie
Chrząszcz ten wykazany został z Kambodży oraz chińskich: Fujianu, Guandongu, Hainanu, Hongkongu, Jiangsu, Makau, Szanghaju i Zhejiangu.